# Єрьомино (Промишленнівський округ)
Єрьо́мино (рос. Ерёмино) — присілок у складі Промишленнівського округу Кемеровської області, Росія.

## Населення
Населення — 460 осіб (2010; 453 у 2002).
Національний склад (станом на 2002 рік):
- росіяни — 85 %